# كوكال مدغشقري

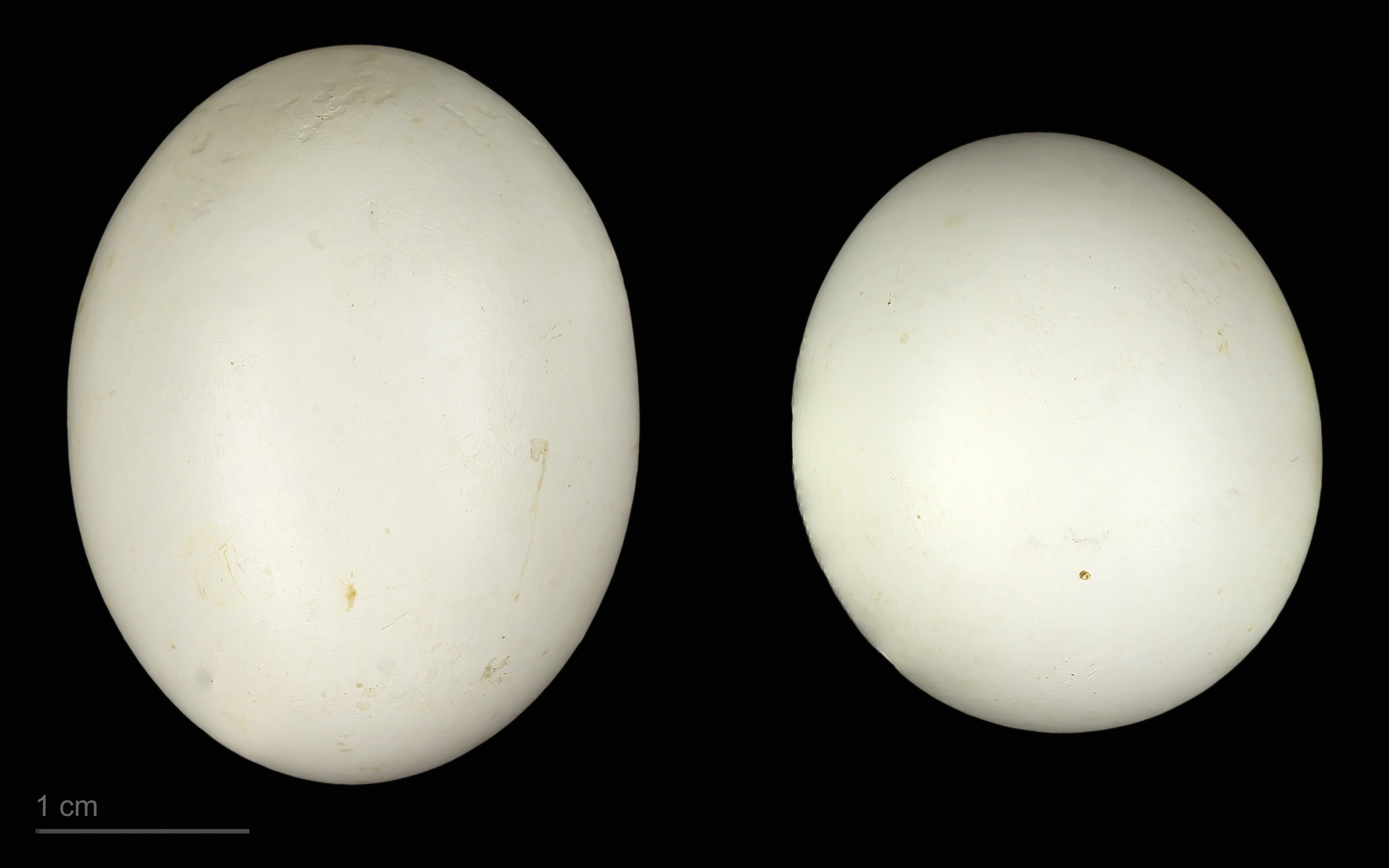
Centropus toulou

كوكال مدغشقري (الاسم العلمي: Centropus toulou) (بالإنجليزية: Madagascar Coucal)‏ هو نوع من الطيور يتبع جنس الكوكال من فصيلة طيور الوقواق.